# Golfo de Cádis

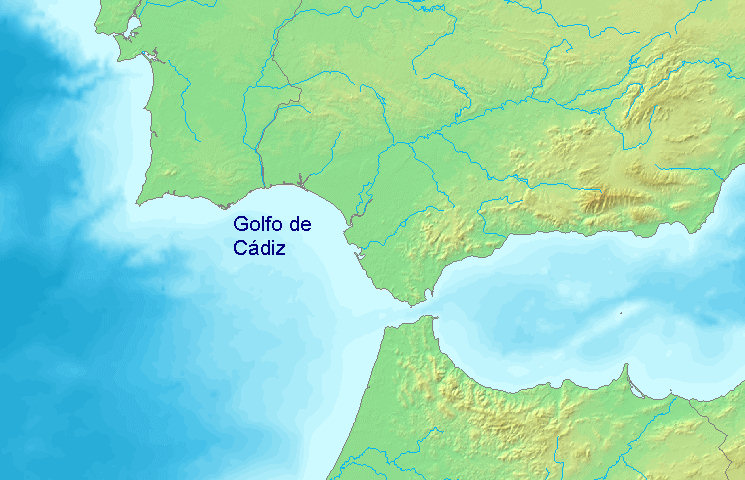
Localização do golfo de Cádis

O golfo de Cádis é a parte do oceano Atlântico que está situada no extremo sudoeste da Espanha e sul de Portugal, entre o estreito de Gibraltar e o cabo de São Vicente.